# Gabin (album)
Gabin è il primo album del gruppo musicale nu jazz italiano Gabin, pubblicato il 10 maggio 2002.

## Tracce
1. La Maison
2. Une Histoire D'Amour
3. Doo uap, doo uap, doo uap
4. Delire Et Passion
5. Sweet Sadness
6. Mille Et Une Nuit Des Desires
7. Urban Night
8. Gabin vs. Cal's Bluedo
9. Azul Añil
10. Terra Pura
11. House Trip
12. La Maison (Di Battista's Dream)